# Mamed Chalidow
Mamed Chalidow, także jako Mamed Khalidov (ur. 17 lipca 1980 w Groznym) – polski zawodnik mieszanych sztuk walki (MMA) pochodzenia czeczeńskiego. Były międzynarodowy mistrz KSW w wadze półciężkiej z 2009–2011, w wadze średniej z lat 2015–2018 oraz 2020–2021. Obecny nr. 2 rankingu KSW w wadze średniej.

## Życiorys i przeszłość sportowa
Po rozpoczęciu I wojny czeczeńskiej wraz z rodziną przez pewien czas przebywał na terenie Rosji przy granicy z Czeczenią. W 1997 roku wraz z grupą Czeczenów trafił do Polski. Języka polskiego uczył się we Wrocławiu. Po ukończeniu kursu językowego wyjechał do Olsztyna, gdzie ukończył studia na Uniwersytecie Warmińsko-Mazurskim na kierunku zarządzanie i administracja. 21 grudnia 2010 roku otrzymał polskie obywatelstwo.
Pierwszy kontakt ze sztukami walki miał w Groznym, gdy w wieku 13 lat zaczął trenować karate. Po przyjeździe do Olsztyna trenował taekwondo, zapasy i boks.

## Kariera MMA

### Wczesna kariera i początki w KSW
W zawodowych mieszanych sztukach walki startuje od 2004 roku. Reprezentując klub Arrachion MMA Olsztyn, zdobył międzynarodowe mistrzostwo Polski w MMA w kategoriach do 85 i 90 kg. W 2007 roku związał się z organizacją Konfrontacja Sztuk Walki (KSW).
W 2008 roku podpisał kontrakt z amerykańską organizacją EliteXC na 4 walki w wadze półciężkiej (do 205 funtów). 10 października 2008, w swoim amerykańskim debiucie na gali ShoXC, pokonał przez techniczny nokaut Jasona Guidę. W czasie walki złamał palec u prawej ręki. Kolejne występy w Ameryce nie doszły do skutku z powodu zawieszenia działalności przez EliteXC z powodów finansowych.
Chalidow powrócił do KSW. Swoją pierwszą walkę po wyleczeniu kontuzji stoczył 15 maja 2009 w Warszawie na gali KSW 11 z Brazylijczykiem Danielem Acacio. Znokautował go w 70. sekundzie walki, zostając pierwszym w historii międzynarodowym mistrzem KSW w wadze półciężkie (ówcześnie do 95 kg).

### World Victory Road i powrót do KSW
W styczniu 2009 roku podpisał kontrakt na trzy walki z japońską organizacją World Victory Road. Zadebiutował 7 listopada na gali Sengoku 11 w walce przeciwko mistrzowi tej organizacji w wadze średniej, Brazylijczykowi Jorge Santiago. Chalidow wygrał przez TKO w pierwszej rundzie (uderzenia w parterze). 7 marca 2010 roku doszło do walki rewanżowej, której stawką był tym razem pas mistrzowski. Chalidow przegrał na punkty (47–48, 47–48, 47–49). Była to jego pierwsza porażka od 2005 roku.
Podczas gali KSW 13 stoczył swoją pierwszą walkę w obronie pasa międzynarodowego mistrza KSW w wadze półciężkiej. Jego rywalem był Japończyk Ryuta Sakurai. Po trzech 5-minutowych rundach i 3-minutowej dogrywce sędziowie orzekli remis, tym samym Chalidow zachował tytuł.

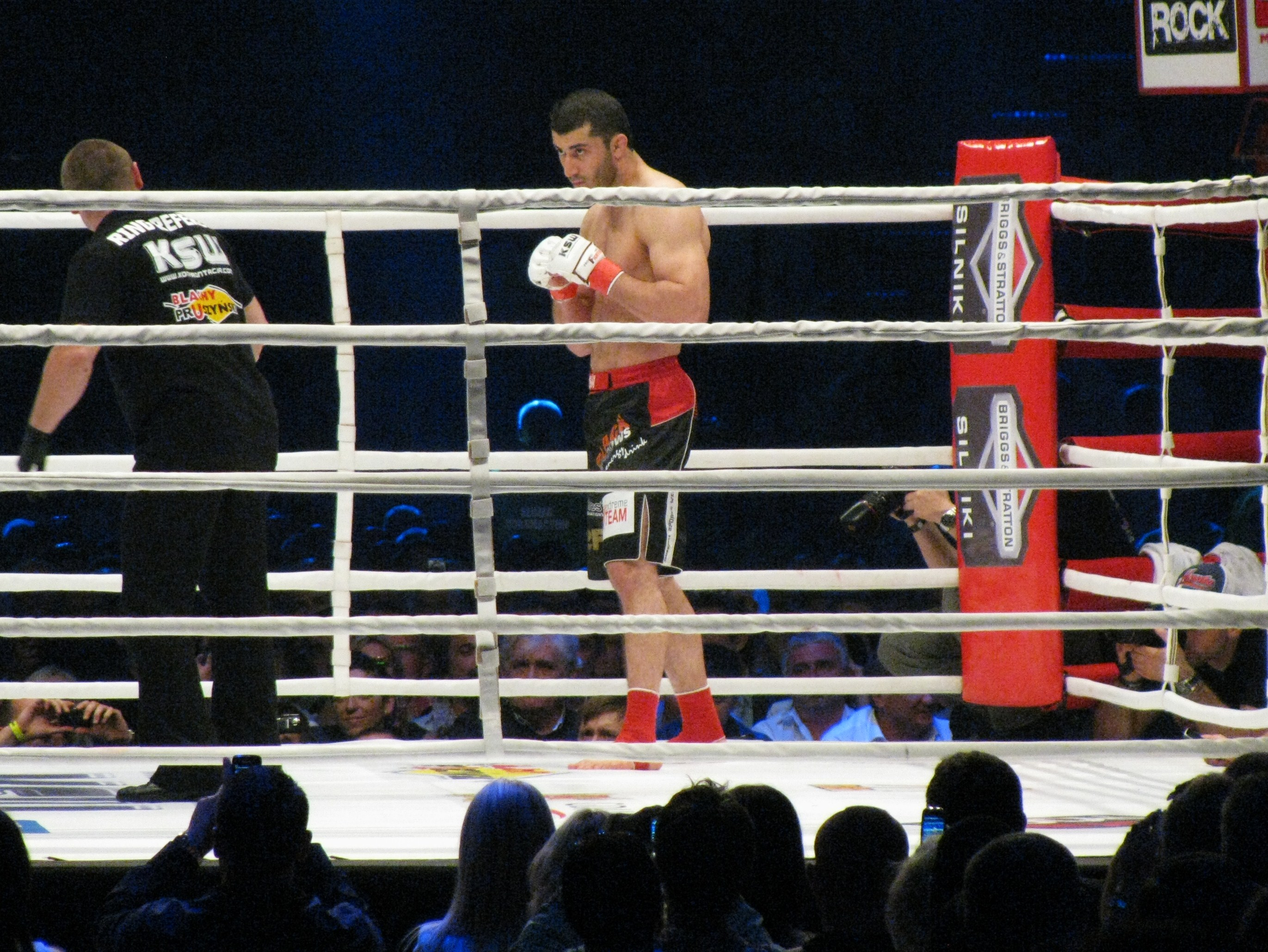
Chalidow na gali KSW 16, 21 maja 2011

30 grudnia 2010 roku w Tokio stoczył swoją trzecią walkę dla WVR. Pokonał Japończyka Yuki Sasaki przez techniczny nokaut w pierwszej rundzie ciosami w parterze.
W marcu 2011 roku zwakował pas KSW w wadze półciężkiej. Powodem było zejście Chalidowa do kategorii średniej.
19 marca 2011 roku wystąpił w Warszawie podczas gali KSW 15. Pierwotnie jego przeciwnikiem miał być Matt Lindland, a potem Thales Leites, jednak obaj wycofali się z powodu kontuzji. Ostatecznie Chalidow zmierzył się z innym byłym zawodnikiem UFC, Jamesem Irvinem. Pojedynek został zakontraktowany w limicie 87 kg, jednak Amerykanin w dniu oficjalnego ważenia ważył 91 kg. Mimo to Chalidow zgodził się podjąć walkę i pokonał rywala w 33 sekundy przez poddanie. Do planowanej konfrontacji z Lindlandem doszło dwa miesiące później, podczas KSW 16. Chalidow odniósł kolejne szybkie zwycięstwo przed czasem – walka została rozstrzygnięta przez techniczne poddanie, gdy Amerykanin stracił przytomność wskutek duszenia gilotynowego.
26 listopada 2011 roku na gali KSW 17 Chalidow miał stoczyć pojedynek z byłym zawodnikiem Pride FC i WEC, Paulo Filho, ale z powodu problemów zdrowotnych Brazylijczyka nowym przeciwnikiem polskiego zawodnika został ogłoszony Jesse Taylor – Amerykanin mający na swoim koncie występy w Strikeforce oraz UFC. Chalidow po raz kolejny wygrał przez poddanie w pierwszej rundzie, tym razem za pomocą dźwigni na staw kolanowy (otrzymał potem bonus finansowy za „poddanie wieczoru”). 12 maja 2012 roku na gali KSW 19, w Atlas Arena w Łodzi, znokautował Rodneya Wallace’a już w pierwszej rundzie oraz kolejny raz otrzymał bonus finansowy – tym razem za „nokaut wieczoru.
1 grudnia na gali KSW 21 miał zmierzyć się z Holendrem Melvinem Manhoefem, który z powodu kontuzji nogi zrezygnował z podjęcia walki. Na jego miejsce został zakontraktowany pochodzący z Hawajów Kendall Grove. Mamed ostatecznie wygrał pojedynek w drugiej rundzie poddając swojego rywala dźwignią na staw skokowy, doznając kontuzji, m.in. złamania palca u ręki. Do pojedynku Chalidow vs Manhoef w końcu doszło na gali KSW 23 (8 czerwca 2013) w limicie wagowym 87 kg. Mamed zwyciężył pochodzącego z Surinamu Holendra zmuszając go do poddania się na skutek założonego duszenia gilotynowego w pierwszej rundzie.
28 listopada 2015 na KSW 33 znokautował Michała Materlę w 31 sekundzie pojedynku, odbierając mu tym samym tytuł mistrzowski KSW wagi średniej. Po walce otrzymał bonus za najlepszy nokaut wieczoru.
27 maja 2016 na KSW 35 wygrał walkę z Turkiem Azizem Karaoglu w wyniku kontrowersyjnego werdyktu sędziowskiego.

### Walka w ACB, kariera od 2017 roku
11 marca 2017 zadebiutował w organizacji Absolute Championship Berkut na gali numer 54 w Manchesterze wygrywając przez TKO w 22 sekundzie walki. Była to pierwsza walka Chalidowa poza organizacją KSW od 30 grudnia 2010.
27 maja 2017 podczas gali KSW 39 która miała miejsce na Stadionie Narodowym pokonał jednogłośnie na punkty mistrza KSW wagi półśredniej Borysa Mańkowskiego. Walka nie miała statusu mistrzowskiego.
3 marca 2018 na gali KSW 42 w Łodzi stoczył swój drugi super fight, tym razem z mistrzem kategorii półciężkiej Tomaszem Narkunem w limicie do 92 kg. Pojedynek przegrał w 3 rundzie przez poddanie duszeniem trójkątnym.
30 lipca 2018 podczas konferencji prasowej przed KSW 45 zwakował pas wagi średniej federacji KSW.
1 grudnia 2018 podczas KSW 46 w Gliwicach stoczył rewanżowy pojedynek z Tomaszem Narkunem. Walkę tę przegrał przez jednogłośną decyzję sędziów. Podczas wywiadu po walce z dziennikarzem Polsatu – Mateuszem Borkiem poinformował o swojej decyzji o zakończeniu sportowej kariery.
8 lipca 2019 roku Chalidow za pomocą mediów społecznościowych ogłosił powrót do MMA.
7 grudnia 2019 na gali KSW 52: Race zmierzył się z mistrzem KSW w wadze średniej Scottem Askhamem. Przegrał z nim jednogłośnie na punkty. Po walce ogłosił chęć toczenia dalszych walk dla organizacji.
10 października 2020 podczas gali KSW 55 zrewanżował się Scottowi Askhamowi, wygrywajac z Anglikiem przez nokaut wysokim kopnięcie na głowę z wyskoku. Starcie zakończyło się już w 36 sekundzie pierwszej rundy. Chalidow tym samym stał się ponownym mistrzem w wadze średniej. Trzy dni później został nagrodzony bonusem w kategorii nokaut wieczoru gali KSW 55. 13 lutego 2021 na gali Heraklesy Polskiego MMA 2020 otrzymał statuetkę w kategorii Nokaut Roku.
19 grudnia 2021 po ponad roku przerwy powrócił do klatki podczas gali KSW 65, na walkę ze znanym ze swoich spektakularnych nokautów mistrzem niższej kategorii wagowej (półśredniej) – Roberto Soldiciem, który wówczas domagał się walki o drugi pas. Chalidow przegrał tę walkę przez ciężki nokaut w drugiej rundzie.
17 grudnia 2022 po kolejnym roku przerwy powrócił podczas XTB KSW 77, gdzie zmierzył się z Mariuszem Pudzianowskim. Walka odbyła się w kategorii ciężkiej, a zwyciężył ją już w pierwszej odsłonie przez TKO Chalidow, który najpierw rzutem sprowadził Pudzianowskiego do parteru, po czym ubijał go ciosami w tej płaszczyźnie, na koniec bezradny Pudzianowski odklepał w matę (sugerując poddanie się) i zakończył to wszystko sędzia ringowy.
3 czerwca 2023 podczas głównej walki wieczoru gali XTB KSW 83: Colosseum 2 na Stadionie Narodowym w Warszawie doszło do trylogii pomiędzy Chalidowem a Scottem Askhamem. Wygrał przez nokaut latającym kolanem w trzeciej rundzie. Dwa dni później organizacja KSW nagrodziła Chalidowa dodatkowym bonusem pieniężnym za spektakularny nokaut na rywalu.
16 listopada 2024 na jubileuszowej gali XTB KSW 100 w PreZero Arenie Gliwice, stoczył walkę z niepokonanym mistrzem wagi półśredniej, Adrianem Bartosińskim. Starcie odbyło się w limicie kategorii średniej. Chalidow zwyciężył w drugiej rundzie, poddając rywala balachą oraz zapewnił mu pierwszą porażkę w zawodowej karierze. Trzy dni później, Chalidow za spektakularne poddanie wieczoru otrzymał od organizacji tzw. Extra bonus, wynoszący aż 100 000 złotych.

## Walka w boksie
24 lutego 2024 w walce wieczoru specjalnej gali XTB KSW Epic podjął w pojedynku bokserskim Tomasza Adamka. Przegrał przez kontuzję ręki po trzeciej rundzie.

## Życie prywatne
Jest praktykującym muzułmaninem, w związku z czym nie trenuje w okresie ramadanu i nie toczy walk przez około 2 miesiące po nim. Żonaty z Polką, Ewą, z którą ma dwóch synów (Jasina i Kerima). Jest kuzynem innego polskiego zawodnika MMA pochodzenia czeczeńskiego, Asłambieka Saidowa. 
W 2019 roku doszło do zatrzymania Chalidowa przez Biuro Operacji Antyterrorystycznych. Wśród zarzutów znalazło się między innymi paserstwo luksusowych samochodów. Sportowiec szybko został jednak wypuszczony z aresztu, gdyż podważono wiarygodność świadka i jego zeznań.

## Osiągnięcia

### Mieszane sztuki walki
- Full Contact Prestige
  - 2006: międzynarodowy mistrz Polski Full Contact Prestige w kat. -85 kg
  - 2007: międzynarodowy mistrz Polski Full Contact Prestige w kat. -90 kg
- Herakles
  - 2021: Herakles w kategorii Nokaut Roku 2020 (na Scottcie Askhamie)
  - 2025: Herakles w kategorii Poddanie Roku 2024[70]
- Konfrontacja Sztuk Walki
  - 2009–2011: międzynarodowy mistrz KSW w wadze półciężkiej (-95 kg)
  - 2015–2018: międzynarodowy mistrz KSW w wadze średniej (-84 kg)
  - 2020–2021: międzynarodowy mistrz KSW w wadze średniej (-84 kg)

### Grappling
- 2005: Mistrzostwa Polski w Submission Fightingu – 2. miejsce w kat. -87,9 kg[71]
- 2007: ADCC Polish Trials – 1. miejsce w kat. -87,9 kg[72]

## Lista zawodowych walk w MMA
| Wynik     | Bilans | Przeciwnik (bilans przed walką)  | Rozstrzygnięcie                           | Runda | Czas | Rozgrywki                             | Data       | Miejsce          | Uwagi                                                                                        |
| --------- | ------ | -------------------------------- | ----------------------------------------- | ----- | ---- | ------------------------------------- | ---------- | ---------------- | -------------------------------------------------------------------------------------------- |
| Wygrana   | 38-8-2 | Adrian Bartosiński (15-0)        | Poddanie (dźwignia na staw łokciowy)      | 2     | 2:48 | XTB KSW 100: Khalidov vs. Bartosiński | 16.11.2024 | Gliwice          | Extra bonus za poddanie wieczoru. Main Event.                                                |
| Wygrana   | 37-8-2 | Scott Askham (19-5)              | KO (latające kolano i ciosy pięściami)    | 3     | 1:03 | XTB KSW 83: Colosseum 2               | 03.06.2023 | Warszawa         | Bonus za nokaut wieczoru. Main Event.                                                        |
| Wygrana   | 36-8-2 | Mariusz Pudzianowski (17-7. 1NC) | TKO (poddanie po ciosach w parterze)      | 1     | 1:54 | XTB KSW 77: Khalidov vs. Pudzianowski | 17.12.2022 | Gliwice          | Walka w wadze ciężkiej. Main Event                                                           |
| Przegrana | 35-8-2 | Roberto Soldić (19-3)            | KO (lewy sierpowy)                        | 2     | 3:40 | KSW 65: Khalidov vs. Soldić           | 18.12.2021 | Gliwice          | Stracił pas mistrzowski KSW w wadze średniej. Main Event                                     |
| Wygrana   | 35-7-2 | Scott Askham (19-4)              | KO (wysokie kopnięcie na głowę z wyskoku) | 1     | 0:36 | KSW 55: Askham vs. Khalidov 2         | 10.10.2020 | Łódź             | Zdobył pas mistrzowski KSW w wadze średniej. Bonus za nokaut wieczoru. Main Event            |
| Przegrana | 34-7-2 | Scott Askham (18-4)              | Decyzja (jednogłośna)                     | 3     | 5:00 | KSW 52: Race                          | 07.12.2019 | Gliwice          | Limit umowny do -85 kg. Main Event                                                           |
| Przegrana | 34-6-2 | Tomasz Narkun (15-2)             | Decyzja (jednogłośna)                     | 3     | 5:00 | KSW 46: Narkun vs. Khalidov 2         | 01.12.2018 | Gliwice          | Limit umowny do -92 kg. Bonus za walkę wieczoru. Main Event                                  |
| Przegrana | 34-5-2 | Tomasz Narkun (14-2)             | Poddanie (duszenie trójkątne)             | 3     | 1:18 | KSW 42: Khalidov vs. Narkun           | 03.03.2018 | Łódź             | Limit umowny do -93 kg. Bonus za walkę wieczoru. Main Event                                  |
| Wygrana   | 34-4-2 | Borys Mańkowski (19-5-1)         | Decyzja (jednogłośna)                     | 3     | 5:00 | KSW 39: Colosseum                     | 27.05.2017 | Warszawa         | Limit umowny do -82 kg. Bonus za walkę wieczoru. Main Event                                  |
| Wygrana   | 33-4-2 | Luke Barnatt (12-3)              | TKO (prawy sierpowy i uderzenia w stójce) | 1     | 0:21 | ACB 54: Supersonic                    | 11.03.2017 | Manchester       | Main Event                                                                                   |
| Wygrana   | 32-4-2 | Aziz Karaoglu (9-6)              | Decyzja (większościowa)                   | 3     | 5:00 | KSW 35: Khalidov vs. Karaoglu         | 27.05.2016 | Gdańsk           | Obronił pas mistrzowski KSW w wadze średniej. Main Event                                     |
| Wygrana   | 31-4-2 | Michał Materla (22-4)            | TKO (latające kolano i ciosy pięściami)   | 1     | 0:31 | KSW 33: Materla vs. Khalidov          | 28.11.2015 | Kraków           | Zdobył pas mistrzowski KSW w wadze średniej. Bonus za nokaut wieczoru. Main Event            |
| Wygrana   | 30-4-2 | Brett Cooper (20-10)             | Decyzja (jednogłośna)                     | 3     | 5:00 | KSW 29: Reload                        | 06.12.2014 | Kraków           | Main Event                                                                                   |
| Wygrana   | 29-4-2 | Maiquel Falcão (32-5)            | Poddanie (dźwignia na staw łokciowy)      | 1     | 4:52 | KSW 27: Cage Time                     | 17.05.2014 | Gdańsk           | Bonus za poddanie wieczoru. Main Event                                                       |
| Wygrana   | 28-4-2 | Ryuta Sakurai (24-17-6)          | Poddanie (duszenie trójkątne nogami)      | 1     | 2:01 | KSW 25: Khalidov vs. Sakurai 2        | 07.12.2013 | Wrocław          | Main Event                                                                                   |
| Wygrana   | 27-4-2 | Melvin Manhoef (27-10-1)         | Poddanie (duszenie gilotynowe)            | 1     | 2:09 | KSW 23: Królewskie Rozdanie           | 08.06.2013 | Gdańsk           | Limit umowny do -87 kg. Chalidow przekroczyl limit wagowy o 3 kg. Bonus za poddanie wieczoru |
| Wygrana   | 26-4-2 | Kendall Grove (18-10)            | Poddanie (dźwignia na staw skokowy)       | 2     | 3:27 | KSW 21: Ostateczne Wyjaśnienie        | 01.12.2012 | Warszawa         | Bonus za poddanie wieczoru. Main Event                                                       |
| Wygrana   | 25-4-2 | Rodney Wallace (12-4)            | KO (prawy prosty)                         | 1     | 1:55 | KSW 19: Pudzianowski vs. Sapp         | 12.05.2012 | Łódź             | Bonus za nokaut wieczoru. Co-Main Event                                                      |
| Wygrana   | 24-4-2 | Jesse Taylor (20-7)              | Poddanie (dźwignia na staw kolanowy)      | 1     | 1:42 | KSW 17: Zemsta                        | 26.11.2011 | Łódź             | Bonus za poddanie wieczoru. Main Event                                                       |
| Wygrana   | 23-4-2 | Matt Lindland (22-8)             | Techniczne poddanie (duszenie gilotynowe) | 1     | 1:35 | KSW 16: Khalidov vs. Lindland         | 21.05.2011 | Gdańsk           | Main Event                                                                                   |
| Wygrana   | 22-4-2 | James Irvin (15-8)               | Poddanie (dźwignia na staw łokciowy)      | 1     | 0:33 | KSW 15: Współcześni Gladiatorzy       | 19.03.2011 | Warszawa         | Limit umowny do -87 kg. Irvin nie wykonał wagi. Main Event                                   |
| Wygrana   | 21-4-2 | Yuki Sasaki (22-18-1)            | TKO (ciosy pięściami)                     | 1     | 2:22 | WVR Presents: Soul of Fight           | 30.12.2010 | Tokio            |                                                                                              |
| Remis     | 20-4-2 | Ryuta Sakurai (20-15-5)          | Remis                                     | 4     | 3:00 | KSW 13: Kumite                        | 07.05.2010 | Katowice         | Obronił mistrzostwo KSW w wadze półciężkiej. Co-Main Event                                   |
| Przegrana | 20-4-1 | Jorge Santiago (21-8)            | Decyzja (jednogłośna)                     | 5     | 5:00 | WVR Presents: Sengoku 12              | 07.03.2010 | Tokio            | Pojedynek o mistrzostwo Sengoku w wadze średniej.                                            |
| Wygrana   | 20-3-1 | Jorge Santiago (21-7)            | TKO (ciosy pięściami)                     | 1     | 2:45 | WVR Presents: Sengoku 11              | 07.11.2009 | Tokio            |                                                                                              |
| Wygrana   | 19-3-1 | Daniel Acacio (17-7)             | KO (ciosy pięściami)                      | 1     | 1:10 | KSW 11: Khalidov vs. Acacio           | 15.05.2009 | Warszawa         | Zdobył mistrzostwo KSW w wadze półciężkiej. Main Event                                       |
| Wygrana   | 18-3-1 | Jason Guida (17-18)              | TKO (ciosy pięściami)                     | 2     | 4:53 | ShoXC: Elite Challenger Series        | 10.10.2008 | Hammond          |                                                                                              |
| Remis     | 17-3-1 | Daniel Tabera (12-1-2)           | Remis                                     | 3     | 5:00 | KSW Extra                             | 13.09.2008 | Dąbrowa Górnicza |                                                                                              |
| Wygrana   | 17-3   | Valdas Pocevičius (19-16-3)      | Poddanie (duszenie gilotynowe)            | 1     | 0:51 | KSW 9                                 | 09.05.2008 | Warszawa         |                                                                                              |
| Wygrana   | 16-3   | Petr Ondruš (3-2)                | TKO (kontuzja ręki)                       | 2     | 5:00 | KSW Eliminacje 2                      | 29.03.2008 | Wrocław          |                                                                                              |
| Wygrana   | 15-3   | Dave Dalgliesh (25-16-2)         | Poddanie (dźwignia na staw łokciowy)      | 1     | 1:53 | KSW 8                                 | 10.11.2007 | Warszawa         |                                                                                              |
| Wygrana   | 14-3   | Martin Zawada (18-3)             | Poddanie (dźwignia na staw skokowy)       | 1     | 4:22 | KSW Eliminacje                        | 15.09.2007 | Wrocław          |                                                                                              |
| Wygrana   | 13-3   | Igor Pokrajac (13-4)             | Poddanie (dźwignia na staw kolanowy)      | 2     | 0:55 | Boxing Explosion 2                    | 02.08.2007 | Zagrzeb          |                                                                                              |
| Wygrana   | 12-3   | Alexander Stefanović (1-1)       | TKO (ciosy pięściami)                     | 1     | 3:01 | KSW 7                                 | 02.06.2007 | Warszawa         | Debiut w KSW.                                                                                |
| Wygrana   | 11-3   | Tor Troéng (2-0)                 | Poddanie (duszenie trójkątne)             | 1     | 4:47 | Full Contact Prestige 3               | 27.02.2007 | Poznań           | Zdobył międzynarodowe mistrzostwo Polski FCP.                                                |
| Wygrana   | 10-3   | Michał Garnys (0-0)              | Poddanie (ciosy pięściami)                | 3     | 1:52 | Extreme Cage 2                        | 19.11.2006 | Warszawa         |                                                                                              |
| Wygrana   | 9-3    | Raszyd Magomiedow (0-0)          | Poddanie (duszenie trójkątne)             | 1     | 2:45 | President’s Cup                       | 02.09.2006 | Grozny           |                                                                                              |
| Wygrana   | 8-3    | Jacek Buczko (11-3)              | KO (ciosy pięściami)                      | 1     | 4:52 | Full Contact Prestige 2               | 08.04.2006 | Poznań           | Zdobył międzynarodowe mistrzostwo Polski FCP.                                                |
| Wygrana   | 7-3    | Andrzej Kosecki (0-1)            | Poddanie (duszenie trójkątne)             | 1     | 2:53 | Extreme Cage 1                        | 05.03.2006 | Warszawa         |                                                                                              |
| Wygrana   | 6-3    | Paweł Kryś (0-0)                 | TKO (ciosy pięściami)                     | 1     | 1:40 | Full Contact Prestige                 | 15.01.2006 | Poznań           |                                                                                              |
| Wygrana   | 5-3    | Andre Reinders (3-0-1)           | KO (ciosy pięściami)                      | 1     | 4:01 | MMA Sport 3                           | 15.10.2005 | Warszawa         | Półfinał turnieju. Chalidow nie wystąpił w finale z powodu kontuzji.                         |
| Wygrana   | 4-3    | Danielius Razmus (10-5)          | Poddanie (dźwignia na staw łokciowy)      | 1     | 1:46 | MMA Sport 3                           | 15.10.2005 | Warszawa         | Ćwierćfinał turnieju.                                                                        |
| Przegrana | 3-3    | Valdas Pocevičius (22-7-3)       | Poddanie (duszenie zza pleców)            | 1     | 3:15 | Shooto Lithuania – Gladiators 2       | 22.09.2005 | Wilno            |                                                                                              |
| Wygrana   | 3-2    | Adam Skupień (0-0)               | KO (kopnięcie okrężne w głowę)            | 1     | 0:05 | MMA Sport 2                           | 28.05.2005 | Poznań           |                                                                                              |
| Wygrana   | 2-2    | Marek Krajewski (0-0)            | Poddanie (dźwignia na staw kolanowy)      | 1     | 1:53 | MMA Sport 1                           | 18.03.2005 | Warszawa         |                                                                                              |
| Wygrana   | 1-2    | Paweł Klimkiewicz (0-0)          | Decyzja (jednogłośna)                     | 2     | 5:00 | Shidokan Poland Gala                  | 05.12.2004 | Warszawa         |                                                                                              |
| Przegrana | 0-2    | Gražvydas Smailys (5-2)          | Poddanie (duszenie zza pleców)            | 1     | 1:54 | Shooto Lithuania – Gladiators         | 29.09.2004 | Wilno            |                                                                                              |
| Przegrana | 0-1    | Nerijus Valiukevičius (2-2)      | TKO (ciosy)                               | 1     | 4:49 | Shooto Lithuania – Bushido King       | 18.05.2004 | Wilno            |                                                                                              |

## Lista zawodowych walk w boksie
| Wynik     | Bilans | Przeciwnik (bilans przed walką) | Rozstrzygnięcie     | Runda | Czas | Rozgrywki                         | Data       | Miejsce | Uwagi                              |
| --------- | ------ | ------------------------------- | ------------------- | ----- | ---- | --------------------------------- | ---------- | ------- | ---------------------------------- |
| Przegrana | 0-1    | Tomasz Adamek (53-6)            | TKO (kontuzja ręki) | 3     | 3:00 | XTB KSW Epic: Khalidov vs. Adamek | 24.02.2024 | Gliwice | Limit umowny do 99 kg. Main Event. |

## Filmografia[74]
- 2012: M jak miłość jako on sam
- 2014: Asteriks i Obeliks: Osiedle bogów jako gladiator (polski dubbing)
- 2017: Moja walka. Mamed Khalidov jako on sam
- 2019: Underdog jako Deni Takaev
- 2020: Tylko jeden odc. 7 jako trener Marcina Krakowiaka

## Inne informacje
- 11 listopada 2012 roku podczas obchodów Narodowego Święta Niepodległości złożył kwiaty przy Grobie Nieznanego Żołnierza w Warszawie jako członek delegacji byłych cudzoziemców, obecnych obywateli Rzeczypospolitej Polskiej[75].
- 12 maja 2017 odbyła się premiera filmu dokumentalnego Sylwestera Latkowskiego przedstawia portret zawodnika „Moja walka – Mamed Khalidov”.
- W 2020 wystąpił gościnnie w 7 odcinku programu reality show „Tylko Jeden”, by przygotować do walki finałowej Marcina Krakowiaka[76].